# 薄荷糖

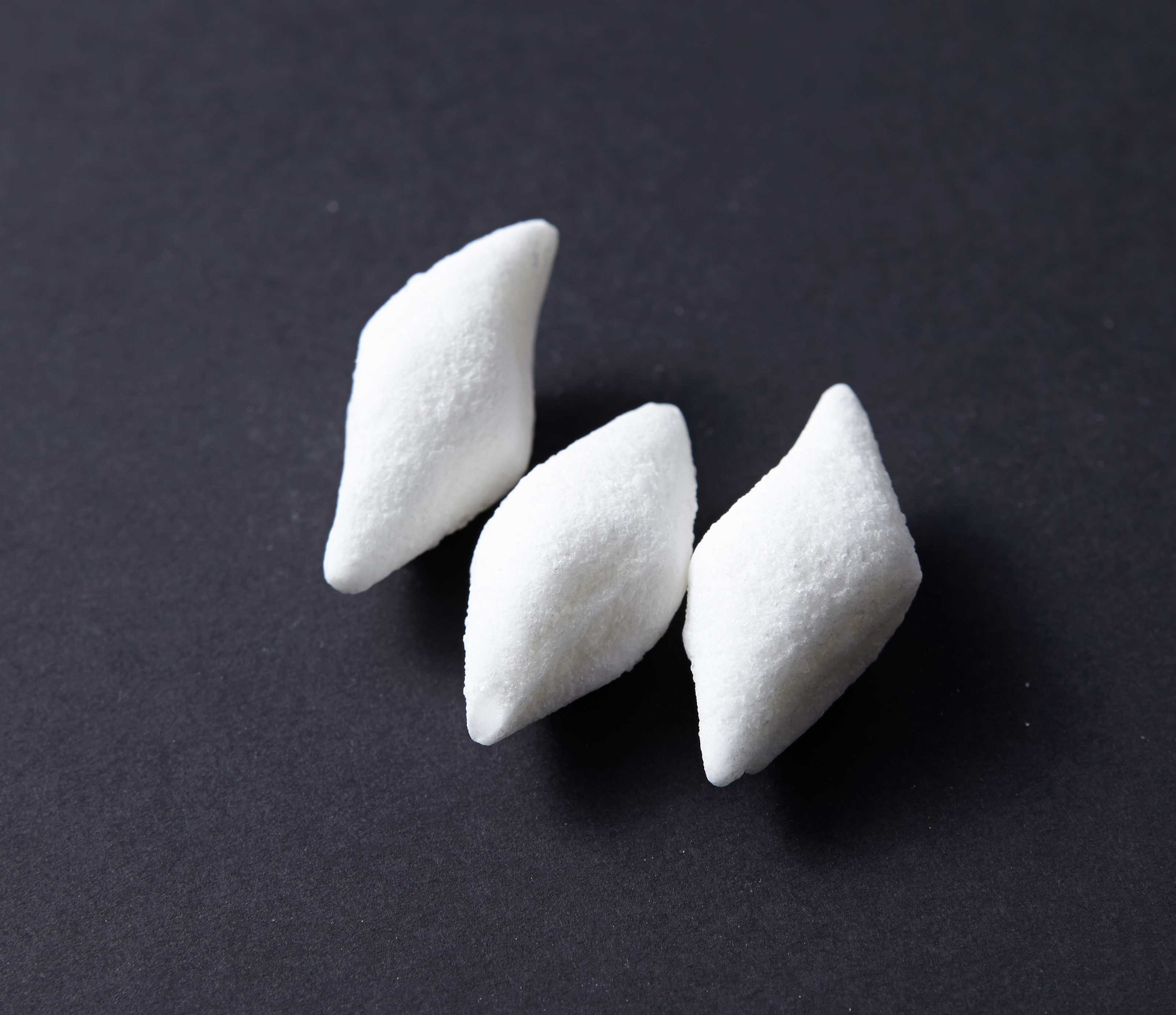
薄荷糖

薄荷糖，一般指含有薄荷調味劑或薄荷油成份或其他油(如冬青)的糖果，市面上主要分別為硬糖、口香糖和蘇格蘭薄荷糖(如曼陀珠)。由於薄荷成份能令口氣清新，因此薄荷糖甚受眾人的喜愛，不少人在飯後會進食薄荷糖。
薄荷糖根据其是否含有白砂糖、果葡糖浆等对牙齿有害的成分分为有糖和无糖。
薄荷糖经常在饭后或商务和社交活动前食用，以改善口臭。普遍认为薄荷可以舒缓胃部，因为它们与薄荷属植物的天然副产品有关。薄荷有时含有植物衍生物，如薄荷油或留兰香油，或来自白珠树属植物的冬青。然而，许多最受欢迎的薄荷糖都引用了这些天然来源，但成分表中却不含任何成分或仅含有微量成分。

## 历史
薄荷糖作为一种独立食品的生产可以追溯到 18 世纪Altoids的发明。薄荷糖在 20 世纪初随着大规模城市化和大众营销的出现而开始流行。薄荷糖的广告侧重于其便利性以及口臭的社会孤立影响。这些广告主要针对年轻人，尤其是年轻女性。
薄荷糖有多种包装，通常是为了便于携带。早期生产商使用纸板盒和罐头，这种包装一直很受欢迎。最近的包装解决方案包括“卷”，其中包含许多薄荷糖，堆叠在一个由纸或箔、塑料盒和单独包装的薄荷糖组成的包装中。薄荷糖的销量在 21 世纪一直保持强劲。

## 著名薄荷糖
- 寶路薄荷糖 (Polo (mint))
- 易極 (Eclipse (mints))
- 萬樂珠 (Mentos)
- Tic Tac
- Frisk
- 利口樂 (Ricola)
- 漁夫之寶 (Fisherman's Friend)
- 荷氏